# Entre Rios (Bahía)
Entre Rios es un municipio brasileño del estado de Bahía. Se localiza a una latitud 11º56'31" sur y a una longitud 38º05'04" oeste, estando a una altitud de 162 metros. 